# Жубер Сирійський
Жубер (Жильбер) Сирійський (фр. Joubert de Syrie; д/н — 1177) — 6-й великий магістр ордену госпітальєрів в 1172—1177 роках.

## Життєпис
Походив, імовірно, з прованської шляхти. Більшість життя провів на Близькому Сході. Обставини отримання прізвисько «Сирійський» невідомі, за однією з версій тому що народився в Сирії. 
Ймовірно, вже у 1160-х роках був доволі знаним і поважним лицарем госпітальєрів. Свідченням цьому є призначення 1171 року регентом Єрусалимського королівства і опікуном спадкоємця Балдуїна під час дипломатичної поїздки короля Амальріком I до Візантії.
1172 року після смерті Гастона де Мюроля обирається новим великим магістром. У 1172—1173 роках брав участь у звільненні Раймунда III, граф Триполі. Водночас підтримував папу римського Олександра III у протистоянні з імператором Фрідріхом I Гогенштауфеном. Натомість протягом 1174—1176 роках дістав підтвердження привілеїв для ордену від Папського престолу і короля Єрусалиму. Разом з тим Він виділив майно для виробництва білого хліба для бідних у лікарні в Єрусалимі.
У серпні 1174 року на надав суттєвої допомоги Танкреду ді Лечче, який намагався захопити Александрію в Єгипті. Цим фактично порушив наказ Міля де Плансі, регента Єрусалимського королівства. Проте після загибелі останнього став надавати допомогу новому регенту — Раймаунду III Триполійському. У грудні того ж року намагався надати допомогу Хомсу, який взяв в облогу Салах ад-Дін.
1176 року надав згоду підтримати короля Балдуїна IV та Філіппа I, графа Фландрії, що прибув до Палестини, у військовій кампанії до Єгипту. Помер у жовтні 1177 року. Новим великим магістром став Роже де Мулен.